# Клан Марджорібенкс

Гребінь клану Марджорібенкс.

Герб вождів клану Марджорібенкс.

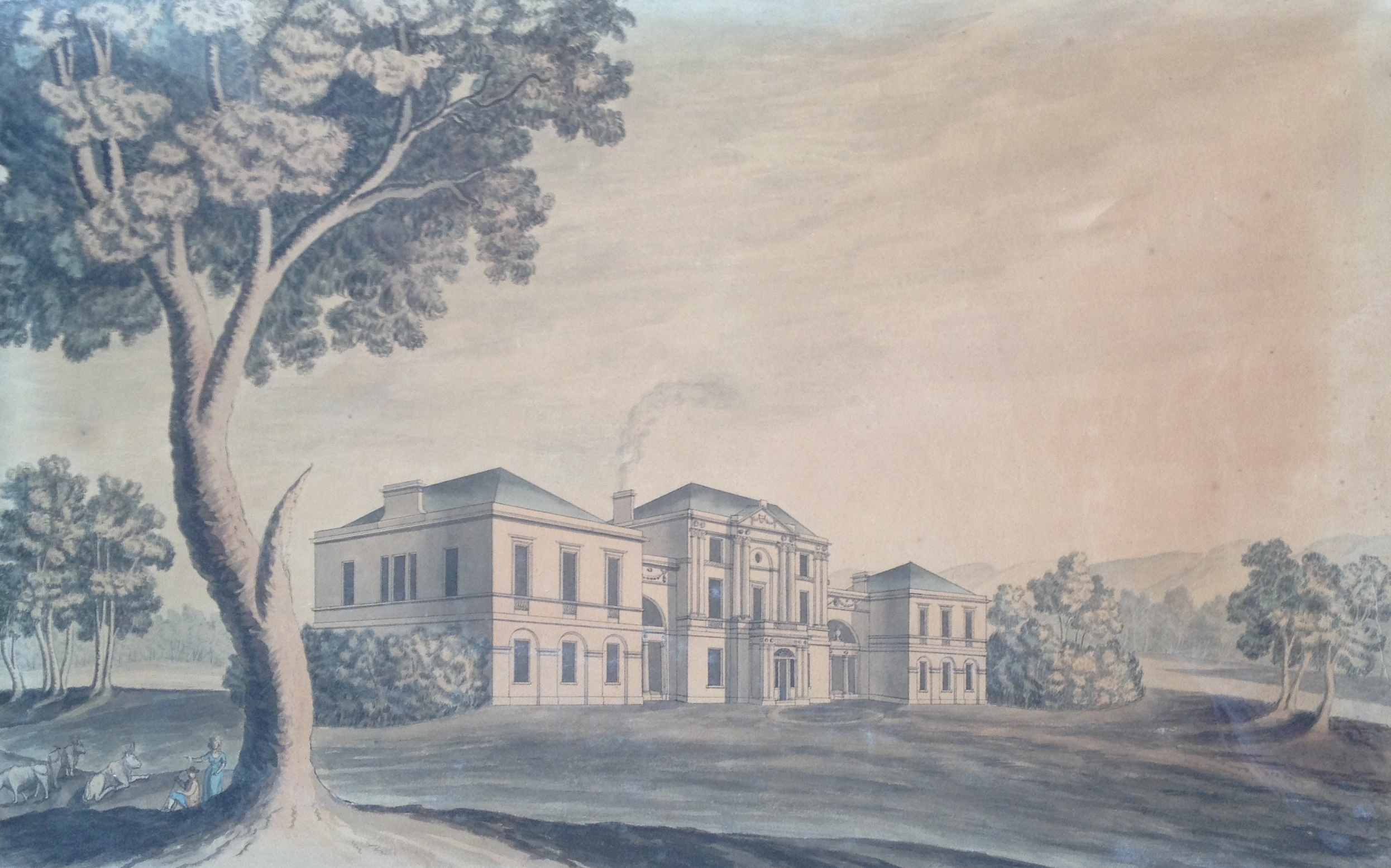
Замок Балбарді-хаус.

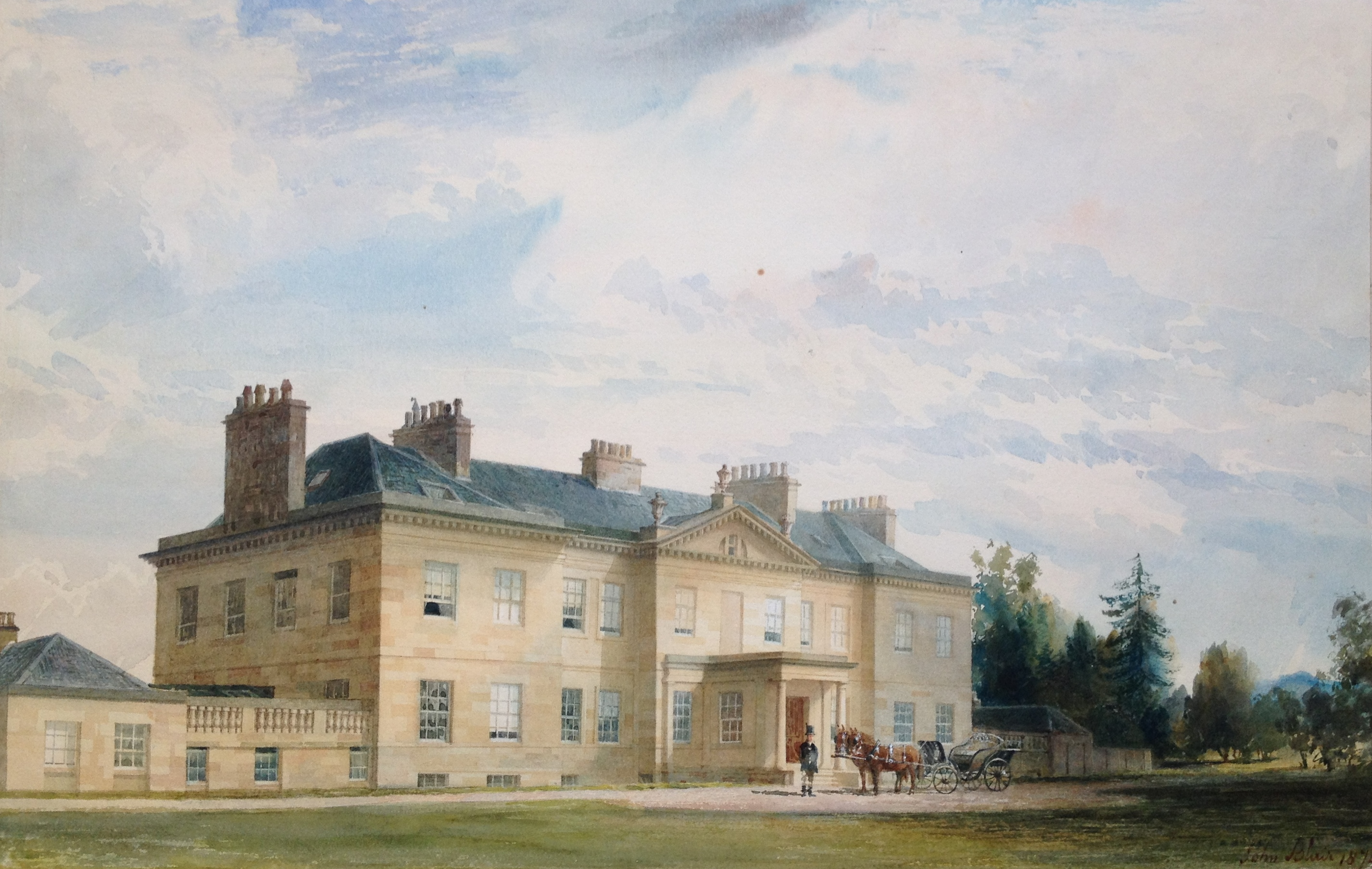
Замок Лі, Бервікшир.

Клан Марджорібенкс (шотл. — Clan Marjoribanks) — один з кланів рівнинної частини Шотландії — Лоуленду.
Гасло клану: ET CUSTOS ET PUGNAX — І захист, і наступ (лат.)
Землі клану: Ренфрюшир
Вождь клану: Ендрю Джордж Марджорібенкс (шотл. — Andrew George Marjoribanks)

## Історія клану Марджорібенкс

### Походження клану Марджорібенкс
Є різні версії про походження клану Марджорібенкс. Згідно однієї з версій назва клану походить від імені дочки короля Шотландії Роберта І Брюса — Марджорі. Вона одружилась з Волтером Стюартом у 1315 році в Дамфрісширі і жили вони на землях, що стали називатися «Берег Марджорі» — Марджорібенкс. Але ці землі не входили в її придане і ніколи не були у їх володіннях. Згідно альтернативної версії на землях Рахо (гельск. — Ratho) жив клан якого стали називати Марджорі і земля яку він населяв стала називатися Марджорібенкс. І це відбулось у XVI столітті.
Судячи по всьому ця красива і романтична легенда була придумана молодшою гілкою клану Марджорібенкс Лі в XVII столітті, щоб підкреслити свої претензії на аристократичне походження. Справжнє походження клану лишається для істориків туманним і неясним. Є певні відомості про лицаря Філіпа де Меріорібанкіс де Еодем (шотл. — Philip de Merioribankis de eodem), що згадується в документах 1485 року як власник п'яти мерклендів землі Меріобанкіс. Є версії, що він походив з клану Джонстон. Щодо походження назви цієї землі, то і нині в тих краях є земля Марчбенк-фарм в приході Кірпатрік Джукста біля Моффата в Дамфрісширі. Можливо, саме король Роберт І Брюс назвав ці землі так на честь своєї дочки. Клан Брюс колись володів землями в цих місцях. Але питання так і лишається відкритим.
Назва клану часто вимовляється Марчбенкс. Олександр Нісбет (шотл. — Alexander Nisbet) стверджує, що клан, який отримав у володіння ці землі, походить від клану Джонстон та лордів Аннандейл. Одним із доказів цього вважається герб вождів клану, що містить золоту подушку та зірку. Герб вождів клану Джонстон має три золоті подушки, а зірка натікає на коліщатко, що є в гребені лорда Аннандейл.

### XVI століття
Клан Марджорібенкс був відомий з початку XVI століття. У той час король Шотландії Джеймс V реорганізував Верховний суд Шотландії у 1532 році. Томас Марджорібенкс — син Філіпа Марджорібенкса був одним з 10 адвокатів, що входили до Верховного суду. За 400 років до введення закону про юридичну допомогу бідним, які не могли найняти адвоката, в верховному суді Шотландії з'явилася посада адвоката для бідних з жалуванням 10 фунтів стерлінгів на рік, що було на той час чималою сумою. Томас Марджорібенкс охоче прийняв цю посаду, але відмовився від жалування і заявив, що готовий допомагати бідним безкоштовно. Він був патріотом Шотландії і боровся за справедливість і закон. Він став лорд-мером Единбурга у 1540 році, представляв місто Единбург в парламенті Шотландії. У 1546 році він придбав землю Рахо біля Единбургу. Згідно закону 1539 року він отримав право на титул лорд Рахо. Він отримав посаду лорда клерка регістратора, придбав землі Споттс, а також землі в Аннандейлі, Дамфрісі, Галловеї.

### XVII—XVIII століття
Коли лорд Рахо помер, посаду вождя клану успадкував його онук — Томас Марджорібенкс, що продав землі Рахо у 1614 році і придбав землі біля Балбарді у 1624 році. Його племінниця Христина Марджорібенкс одружилася з Джорджом Гіріотом — ювеліром та фінансистом короля Шотландії Джеймса VI. Джордж Гіріот був засновником відомої школи в Единбурзі — школи Геріота, що до цього часу так називається. Він був настільки багатий, що постійно носив з собою великий гаманець наповнений золотом. За це його називали «Цзінь-Лінь Джорджі».
Ендрю Марджорібенкс Балбарді був видатним юристом, був призначений особистим секретарем короля у 1716 році. Виступав як агент Джеймса Сендіданда — VII лорда Торфіхен, був комісаром Единбургу.

### XIX—XX століття
Онук Ендрю Марджорібенкса — Олександр Марджорібенкс придбав баронство Батгейт, що колись належало принцесі Марджорі. Він володів землями в Лінлітговширі (зараз це в Західному Лотіані) протягом 30 років, потім в 1824 році добровільно віддав свої баронські права, щоб отримати церковну посаду. Його сьомий син пішов по шляху релігійного діяча і був відомий як преподобний Томас Марджорібенкс і служив в Лохмабені, а потім в Стентоні в Східному Лотіані. У 1861 році він продав маєтки Балбарді і замок Балбарді-хаус опікунам лікарні Стюарта. Зараз там частина Стюарт Мелвілл коледжу. Його старший син Олександр був одруженим, але помер бездітним. На посаді вождя клану його змінив Джордж Марджорібенкс — міністр Стентону. Син Джорджа — преподобний Томас Марджорібенкс — міністр Колінтону був наступним вождем клану. За ним слідував преподобний Джордж Марджорібенкс, що зайняв посаду вождя клану у 1947 році. Він був релігійним діячем руху Морального відродження і помер бездітним у 1955 році в Варм-Спрінгс, Джорджія і був похований в Нью-Йорку. Наступним вождем став його брат і батько нинішнього вождя клану — Вільям Марджорібенкс. Він був екологом і працював у галузі охорони природи в Судані. Брат Вільяма — сер Джеймс Марджорібенкс був дипломатом.

## Видатні і відомі люди клану Марджорібенкс
- Джордж Марджорібенкс — син Джорджа Марджорібенкса, з молодшої гілки клану — Марджорібенкс Балбарді — взяв участь у повстанні якобітів, брав участь у битві під Престон у 1715 році. Потрапив у полон і відправлений у вигнання до Вірджинії у 1716 році. Його нащадки зараз живуть у США, зокрема, в Північній та Південній Кароліні, де відбуваються регулярні зустрічі людей клану Марджорібенкс.
- Дочка цього Джорджа Марджорібенкса — Урсула Марджорібенкс вийшла заміж за Чарльза Діна і переїхав в графство Спартанбург (Південна Кароліна), де і померла і похована на старому кладовищі клану Дін. Вони мали шість синів, в тому числі Джоела Діна — учасника війни за незалежність, що одружився з Марією Брокман і мав з нею численних нащадків.
- Молодша гілка клану Марджорібенкс називається Марджорібенкс Лі. Гілка походить від Джеймса Марджорібенкса — молодшого сина Томаса Марджорібенкс Рахо і Джозефа Марджорібенкса — торговця вином і рибою з Единбурга, що помер у 1635 році. Син Джозефа — Джон Марджорібенкс відомий як засновник гілки Марджорібенкс Левхі. Повідомлення про нього датуються 1673 роком. Через 100 років право на герб цієї гілки клану отримав Едвард Марджорібенкс Лі — виноторговець. Його син — сер Джон Марджорібенкс отримав посаду лорд-ректора Единбурга, титул баронета. Його онук — Девід — барон Марджорібенкс отримав титул пера. Ще один онук — Дадлі Коуттс Марджорібенкс отримав титул І барона Твідмоут. Ці гілки клану вимерли, але є нащадки гілки Марджорібенкс Лі, що нині проживають в Англії і на Нормадських островах.
- Роберт Марджорібенкс — інженер на залізницях Кіркпатрік Джукста, Дамфрісшір, Шотландія — одружився з Джессі Вокер і помер у 1895 році. Його два сини — Роберт Александер та Джон Волкер Марджорібенкс емігрували ще до Першої світової війни в Ньюкасл, Новий Південний Уельс, Австралія, де нині живе багато їх нащадків, в тому числі Роберт Марджорібенкс або «Боббі Бенкс» — відомий австралійський гравець в регбі.